# Animaux dans un paysage
Animaux dans un paysage est une gravure sur cuivre au burin réalisée vers 1510-1515 par le graveur de la Renaissance italienne d'Agostino di Musi, dit Agostino Veneziano.

## Analyse
L'estampe renseigne sur la formation esthétique d'Agostino Veneziano, qui, à Venise, eut largement accès aux gravures d'Albrecht Dürer, dont il copia entre autres la  Vierge à l'Enfant au singe et La Cène de la Grande Passion, et à celles de Giulio Campagnola, artiste actif en Italie du Nord et notamment à Venise. 
Les Animaux dans un paysage constituent une habile combinaison d'éléments empruntés à ces ceux artistes. Agostino Veneziano s'inspire ainsi de Giulio Campagnola pour le format horizontal et aussi pour la formule d'une composition mêlant un paysage à une architecture vénitienne représentée à l'arrière-plan. Pour animer son paysage, il glisse des citations quasi littérales d'animaux de Dürer : le chat, le lapin et le bœuf proviennent de l'Adam et Ève (1504), tandis que le cerf et les lévriers sont issus du Saint Eustache. Chacun de ces animaux est représenté dans la position que leur avait donné Dürer et seul le sens de lecture est inversé. La reprise du motif des deux lévriers tête-bêche n'échappe pas à une certaine maladresse dans la manière dont leurs pattes viennent mordre sur le tronc d'arbre.

## Attribution
Cette estampe a eu longtemps une attribution incertaine, tantôt présentée comme anonyme, tantôt attribuée à Giulio Campagnola. Plusieurs épreuves, comme celle de l'Albertina (musée) portent pourtant la signature d'Agostino Veneziano, ce qui permet d'identifier avec certitude cet artiste, actif à Venise jusqu'à son installation à Rome en 1516, comme l'auteur de la gravure.